# ترامبو (فلم)
ترمبو  (بالإنجليزية: Trumbo) هو فيلم دراما تم إنتاجه في الولايات المتحدة وصدر في سنة 2015. الفيلم من إخراج جاي روتش من بطولة براين كرانستون ودايان لاين وهيلين ميرين ولويس سي.كي. وإيل فانينغ.

## القصة
يروي الفيلم قصة كاتب السيناريو الناجح والشهير (دالتون ترمبو)، والذي كان ضمن أشهر المؤلفين في (هوليوود) في فترة الثلاثينات والأربعينات من القرن العشرين، قبل أن يتعرض للإيقاف من قبل الكونغرس الأمريكي، ووضعه على القوائم السوداء التي ضمت تسعة مؤلفين ومخرجين آخرين، بسبب ما نشر عن تأييدهم للشيوعية، ورفضهم الإجابة عند التحقيقات حول التهم المنسوبة إليهم، وتم حبسه لمدة 11 شهرًا ليتعرض بجانب عائلته إلى مأساة كبرى.

## الميزانية والإيرادات
بلغت تكلفة إنتاج الفيلم حوالي 15 مليون دولار بينما حقق إيرادات تقدر بـ 7.3 مليون دولار.

## وصلات خارجية
- ترامبو على موقع IMDb (الإنجليزية)
- ترامبو على موقع ميتاكريتيك (الإنجليزية)
- ترامبو على موقع الموسوعة البريطانية (الإنجليزية)
- ترامبو على موقع روتن توميتوز (الإنجليزية)
- ترامبو على موقع نتفليكس (الإنجليزية)
- ترامبو على موقع قاعدة بيانات الأفلام العربية
- ترامبو على موقع ألو سيني (الفرنسية)
- ترامبو على موقع أول موفي (الإنجليزية)
- ترامبو على موقع فيلمافينيتي (الإسبانية)
- ترامبو على موقع قاعدة بيانات الأفلام السويدية (السويدية)